# Leo Richter
Leo Richter (* 10. November 1888 in Landeck, Landkreis Habelschwerdt, Provinz Schlesien; † 24. Oktober 1958 Lądek-Zdrój, Woiwodschaft Wałbrzych) war ein deutscher Kunstmaler, Staffierer und Restaurator.

## Leben
Nach einer kunsthandwerklichen Lehre in seinem Geburtsort Landeck folgte eine 12-jährige Fortbildung in Regensburg. Anschließend studierte Leo Richter an der Königlichen Kunstgewerbeschule München. Danach kehrte er nach Landeck zurück, wo er 1926 ein Haus erbaute und eine erfolgreiche „Werkststätte für Kirchliche Kunst“ gründete. Zu seinen Aufträgen gehörten u. a. „Dekorative Malerei, Kirchenausmalung, Vergoldungen, Restaurierungen alter Figuren und Schnitzereien“. Daneben malte er auch Porträts, Landschaftsbilder und Stillleben. Zu seinen größten Aufträgen gehörte die Restaurierung der Benediktinerklöster Grüssau und Braunau. 1937 beteiligte er sich an der Kunstausstellung in Glatz, ein Jahr später wurden seine Werke im Breslauer Rathaus ausgestellt.
Obwohl er nach dem Übergang Schlesiens an Polen infolge des Zweiten Weltkriegs 1945 einen Ausweisungsbefehl erhalten hatte, durfte er schließlich bleiben. Im März 1947 starb seine aus Regensburg stammende Ehefrau Anna, geborene Zeller, mit der er vier Töchter hatte.
Leo Richter war Mitglied der „Künstlergilde der Grafschaft Glatz“. Der Historienmaler Hieronymus Richter war sein Onkel.

## Werke
- Restaurierungen
  - Hochaltar der Glatzer Stadtpfarrkirche Mariä Himmelfahrt: Tabernakel vergoldet (1925)
  - Altar der Landecker Pfarrkirche Mariä Geburt.
  - Pfarrkirche „St. Dorothea“ in Wünschelburg (1928)
  - Filialkirche „Mariä Geburt“ in Schlaney (1934)
  - Gotische Madonna mit Kind in der Pfarrkirche St. Michael, Habelschwerdt
- Ölgemälde der Landecker Johannesbrücke